# IC 483
IC 483 је двојна звијезда у сазвјежђу Близанци која се налази на листи објеката дубоког неба у Индекс каталогу.
Деклинација објекта је + 25° 55' 30" а ректасцензија 7h 59m 52,4s.